# 贾恩卡洛·科尔纳贾-梅迪奇
贾恩卡洛·科尔纳贾-梅迪奇（義大利語：Giancarlo Cornaggia-Medici，1904年12月16日—1970年11月23日），意大利男子击剑运动员。他曾参加1928年、1932年和1936年夏季奥运会击剑比赛，共获得3枚金牌、1枚银牌和1枚铜牌。